# Colette Mann
Colette Mann, född 17 februari 1950 i Melbourne, är en australisk skådespelerska, sångerska och författare. Hon spelar nu karaktären Sheila Canning i såpan Grannar, men är mest känd för sin roll som fången Doreen Burns i serien Kvinnofängelset. Mann har också medverkat i serier som Doktorn kan komma och Blue Heelers. Mann har också skrivit två böcker. 